# 274 a.C.
Il 274 a.C. (CCLXXIV a.C. in numeri romani) è un anno  del III secolo a.C.

## Eventi
- Pirro d'Epiro entra in guerra con Antigono II di Macedonia e gli sottrae vari territori.